# Бірліцький сільський округ (Панфіловський район)
Бірлі́цький сільський округ (каз. Бірлік ауылдық округі, рос. Бирликский сельский округ) — адміністративна одиниця у складі Панфіловського району Жетисуської області Казахстану. Адміністративний центр — село Алтиуй.
Населення — 5770 осіб (2021; 5709 у 2009, 5367 у 1999, 4271 у 1989).
Станом на 1989 рік існували Бірліцька сільська рада (села Алтиуй, Надек, Чижин, селище Великий Шиган) та Ортинська сільська рада (села Малий Шиган, Пригородне, Суптай, селище Молодіжний). Пізніше селище Великий Шиган та село Малий Шиган були передані до складу новоствореного Улькеншиганського сільського округу, село Суптай — до складу Бірліцького сільського округу, село Єльтай (колишнє Пригородне) та селище імені Головацького (колишнє Молодіжний) — до складу Жаркентської міської адміністрації. 2003 року частина території Бірліцького сільського округу разом із селом Суптай були передані до новоствореного Жаскентського сільського округу.

## Склад
До складу округу входять такі населені пункти:
| Населений пункт | Населення, осіб (1989) | Населення, осіб (1999) | Населення, осіб (2009) | Населення, осіб (2021) |
| --------------- | ---------------------- | ---------------------- | ---------------------- | ---------------------- |
| Алтиуй, село    | 2869                   | 3505                   | 3695                   | 3852                   |
| --Бордакилау    | -                      | -                      | -                      | 14                     |
| --Кизилшилік    | -                      | -                      | 2                      | 4                      |
| Надек, село     | 1185                   | 1445                   | 1498                   | 1488                   |
| Шижин, село     | 217                    | 417                    | 514                    | 401                    |
| --Конакай       | -                      | -                      | -                      | 11                     |